# 4547 Massachusetts
A 4547 Massachusetts (ideiglenes jelöléssel 1990 KP) a Naprendszer kisbolygóövében található aszteroida. Kin Endate és Vatanabe Kazuró fedezte fel 1990. május 16-án.